# Criteriul general al lui Cauchy
O serie (serie xn ) este convergentă dacă și numai dacă pentru orice ε > 0, |xn+1 + ... + xn+p| < ε, pentru orice n, p ∈ N, n > rε , și dacă restul tinde la 0.